# 岡崎商工会議所
岡崎商工会議所（おかざきしょうこうかいぎしょ、英語: Okazaki Chamber of Commerce and Industry）は、主に愛知県岡崎市内において営業している商工業者・団体で運営されている商工会議所。

## 概要
岡崎貯金銀行や岡崎銀行を設立した5代目深田三太夫が発起人の一人として設立に尽力。1892年（明治25年）11月15日に岡崎商業会議所として農商務大臣の認可が下りた。設立は全国で16番目、県下では名古屋に次いで2番目であった。2023年（令和5年）4月時点の会員数は、4,409。 
なお市内には、商工会法に基づく二つの商工会がある。旧碧海郡六ツ美町区域を管轄とする「岡崎市六ツ美商工会」（1960年（昭和35年）12月設立認可）と、旧額田町区域を管轄とする「岡崎市ぬかた商工会」（1961年（昭和36年）1月24日設立認可）である。

## 沿革
| 1892年（明治25年）11月15日 | 岡崎商業会議所として設立認可される。                                         |
| 1928年（昭和03年）03月15日 | 岡崎商工会議所に改称。5月31日に認可される。                                  |
| 1934年（昭和09年）03月11日 | 外郭団体である「岡崎観光協会」を設立。                                       |
| 1942年（昭和17年）10月25日 | 六地蔵町に建設された新庁舎の落成式が挙行される。                             |
| 1943年（昭和18年）10月01日 | 愛知県商工経済会岡崎支部に改組。                                             |
| 1945年（昭和20年）07月20日 | 空襲により所舎が焼失。                                                       |
| 1946年（昭和21年）10月10日 | 社団法人岡崎商工会議所を再発足。                                             |
| 1948年（昭和23年）07月01日 | 外郭団体「岡崎観光協会」を再発足。                                           |
| 1950年（昭和25年）10月25日 | 伝馬町（現・伝馬通1丁目）の旧岡崎銀行本店の外部を生かし、新築移転。          |
| 1950年（昭和25年）12月20日 | 外郭団体「岡崎法人会」を設立。                                               |
| 1952年（昭和27年）11月06日 | 外郭団体「岡崎地方機械金属工業協会」を設立（「岡崎鉄工会協同組合」の前身）。 |
| 1963年（昭和38年）04月01日 | 市、県との共催による「岡崎博―花と産業科学大博覧会」を開催。                  |
| 1976年（昭和51年）11月08日 | 明大寺町兎ヶ入18（現・竜美南1-2）に新築移転。                                |
| 1979年（昭和54年）04月02日 | 岡崎市内ニット業界連鎖倒産防止対策実施。                                     |
| 1987年（昭和62年）03月21日 | 市との共催による「葵博―岡崎 '87」を開催。                                    |
| 1988年（昭和63年）10月17日 | 株式会社岡崎情報開発センターを、市、民間企業と共同出資で設立。               |
| 1989年（平成元年）03月01日 | 岡崎商工会議所青年部を設立。                                                 |
| 1990年（平成02年）04月16日 | 岡崎商工会議所婦人会を設立。                                                 |
| 1994年（平成06年）07月26日 | 中心市街地活性化研究会を設置。                                               |
| 2000年（平成12年）07月12日 | 「21世紀を創る会・みかわ」が特定非営利活動法人（NPO法人）の認証を取得。      |
| 2008年（平成20年）02月14日 | 「第1回ものづくり岡崎フェア2008」開幕。                                      |
| 2013年（平成25年）04月01日 | 岡崎商工会議所内に「岡崎活性化本部」を設置。                                 |
| 2013年（平成25年）10月01日 | 市との共同運営により「岡崎ビジネスサポートセンター」（通称OKa-Biz）を開設。  |
| 2018年（平成30年）03月31日 | 岡崎市観光協会の一般社団法人化に伴い、「岡崎活性化本部」は解散。             |

## ギャラリー

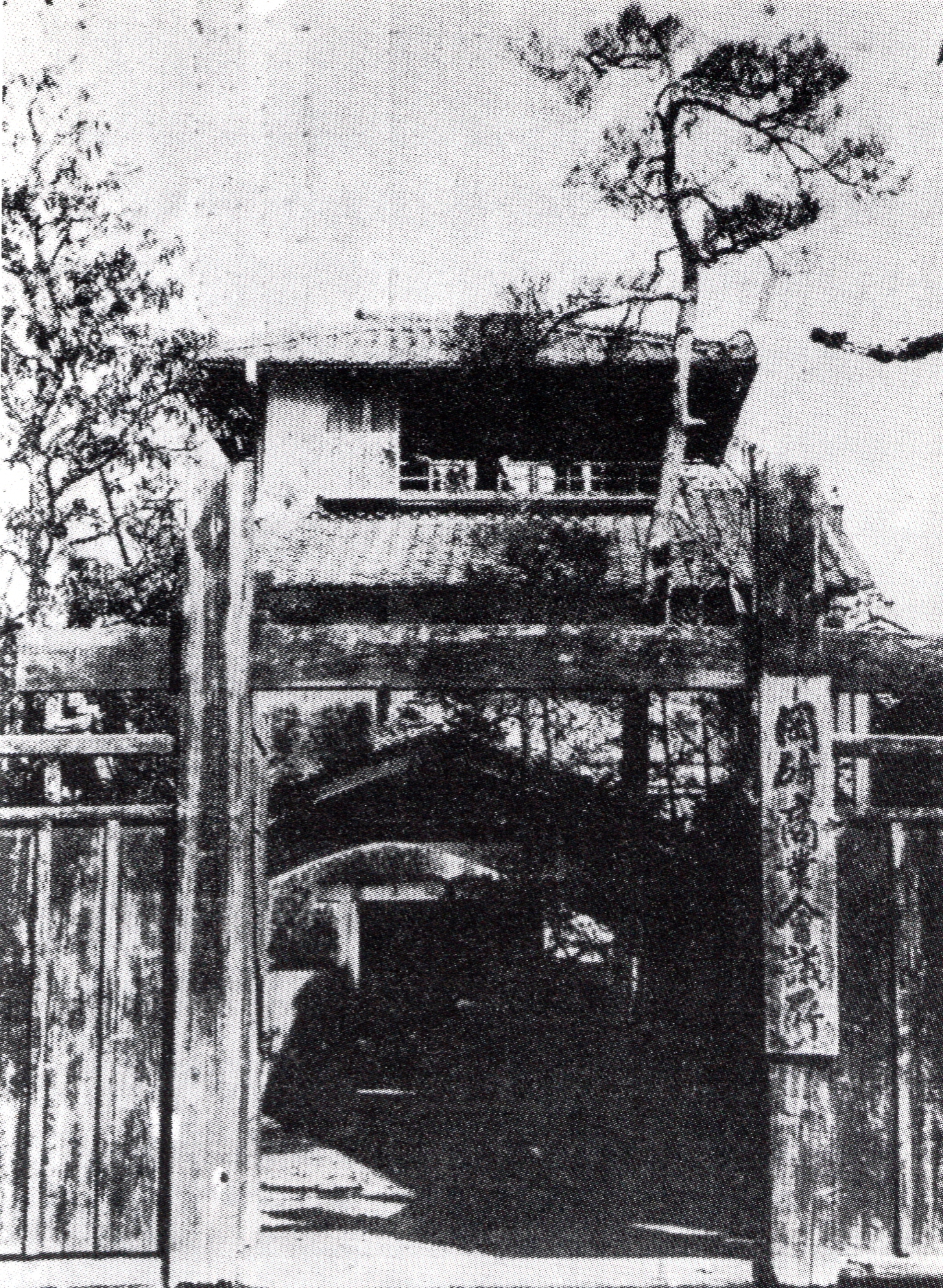
旧伝馬町に建てられた岡崎商業会議所（現・岡崎商工会議所）
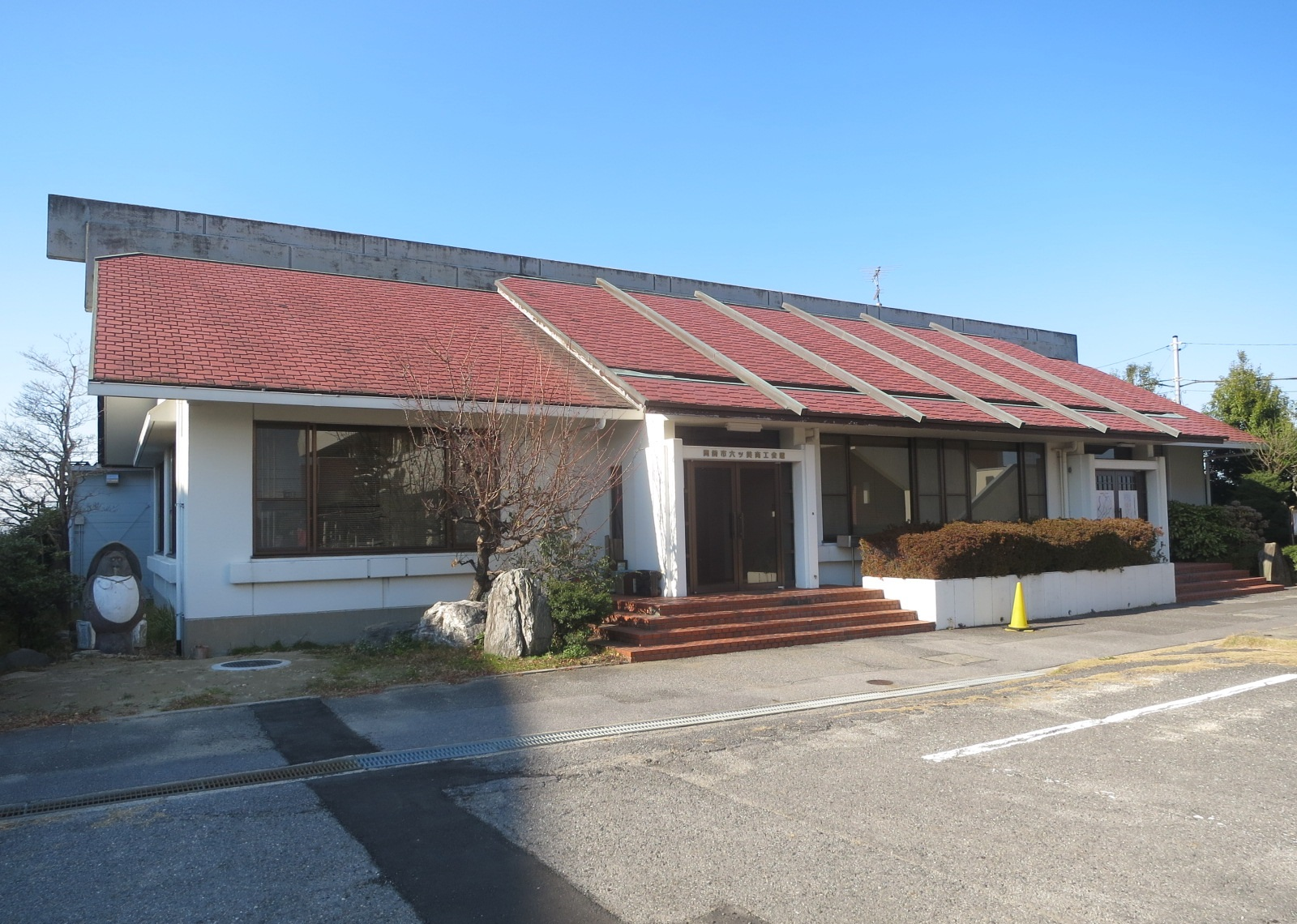
岡崎市六ツ美商工会館（下青野町）
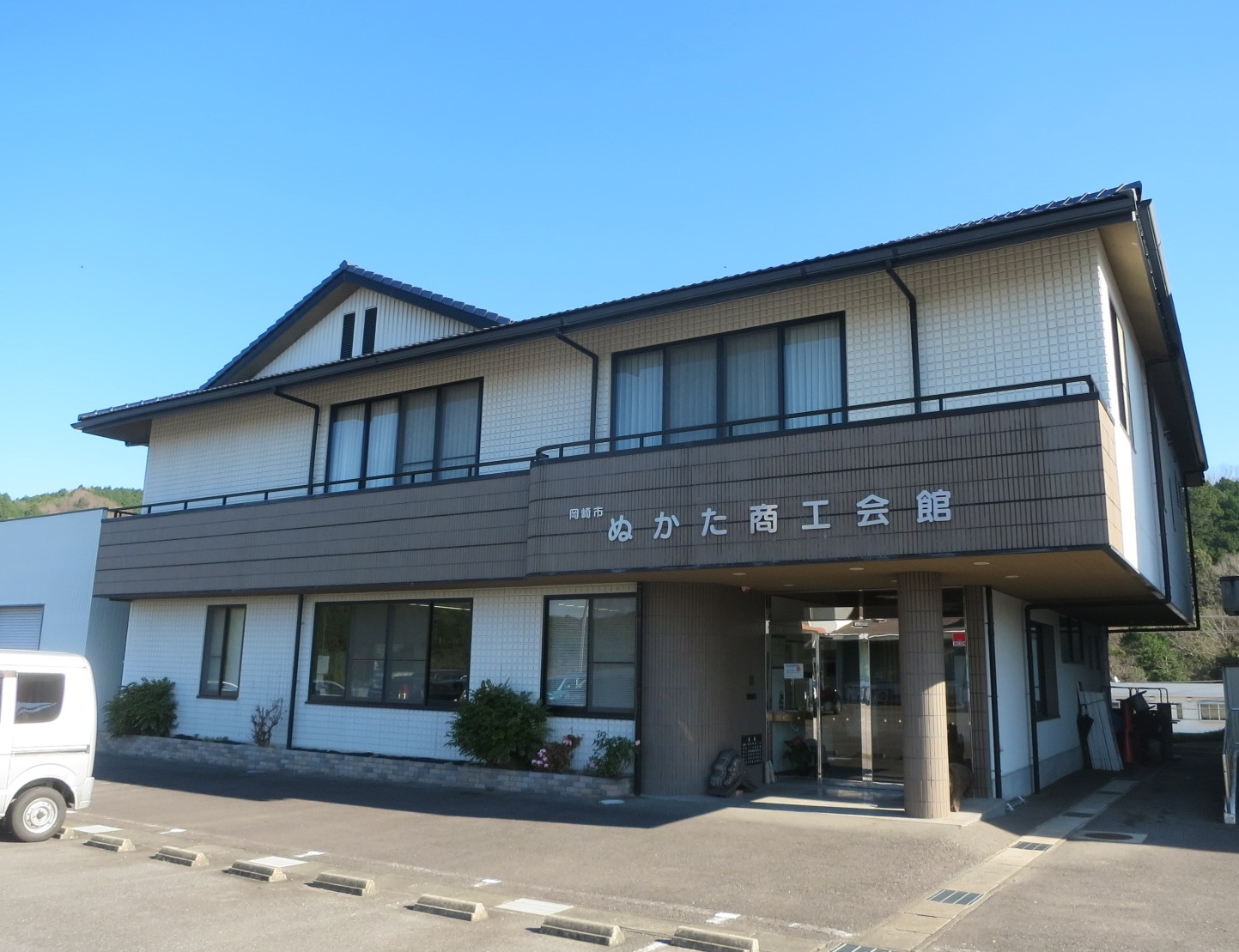
岡崎市ぬかた商工会館（樫山町）

## 役員
2022年（令和3年）11月1日現在。
| 役職     | 氏名         | 就任日                    | 所属                             |
| -------- | ------------ | ------------------------- | -------------------------------- |
| 会頭     | 大林市郎     | 2016年（平成28年）11月1日 | 岡崎信用金庫会長                 |
| 副会頭   | 小原睦       | 2010年（平成22年）11月1日 | 小原建設取締役社長               |
| 副会頭   | 太田健介     | 2016年（平成28年）11月1日 | 太田油脂代表取締役社長           |
| 副会頭   | 河合潤       | 2022年（令和4年）11月1日  | 河合経営経理研究所代表取締役社長 |
| 副会頭   | 早川久右衛門 | 2019年（令和元年）11月1日 | 合資会社八丁味噌代表社員         |
| 専務理事 | 山中賢一     | 2016年（平成28年）11月1日 | 岡崎商工会議所                   |

## 歴代会頭
| 代   | 氏名               | 就任日                     | 退任日                     |
| ---- | ------------------ | -------------------------- | -------------------------- |
| 仮   | 深田三太夫（五代） | 1892年（明治25年）11月15日 | 1893年（明治26年）03月28日 |
| 初代 | 今井磯一郎         | 1893年（明治26年）04月04日 | 1895年（明治28年）03月19日 |
| 2代  | 小野権右衛門       | 1895年（明治28年）03月19日 | 1897年（明治30年）03月29日 |
| 3代  | 深田三太夫（五代） | 1897年（明治30年）03月29日 | 1899年（明治32年）10月13日 |
| 4代  | 小野権右衛門       | 1899年（明治32年）10月13日 | 1905年（明治38年）06月15日 |
| 5代  | 加藤賢治郎         | 1905年（明治38年）06月15日 | 1908年（明治41年）03月24日 |
| 6代  | 中根与七           | 1908年（明治41年）03月24日 | 1911年（明治44年）04月18日 |
| 7代  | 深田三太夫（六代） | 1911年（明治44年）04月18日 | 1917年（大正06年）04月25日 |
| 8代  | 千賀千太郎         | 1917年（大正06年）04月25日 | 1925年（大正14年）01月25日 |
| 9代  | 深田三太夫（六代） | 1925年（大正14年）04月29日 | 1929年（昭和04年）04月19日 |
| 10代 | 千賀千太郎         | 1929年（昭和04年）04月19日 | 1933年（昭和08年）04月21日 |
| 11代 | 近藤重三郎         | 1933年（昭和08年）04月21日 | 1941年（昭和16年）04月07日 |
| 12代 | 鳥居吉造           | 1941年（昭和16年）04月07日 | 1943年（昭和18年）09月30日 |
|      | 鳥居吉造           | 1943年（昭和18年）10月01日 | 1946年（昭和21年）08月30日 |
| 13代 | 鳥居吉造           | 1946年（昭和21年）10月12日 | 1947年（昭和22年）03月27日 |
| 14代 | 千賀千太郎         | 1947年（昭和22年）05月13日 | 1947年（昭和22年）11月24日 |
| 15代 | 田口宗平           | 1947年（昭和22年）12月11日 | 1961年（昭和36年）03月31日 |
| 16代 | 早川久右エ門       | 1961年（昭和36年）04月01日 | 1970年（昭和45年）03月31日 |
| 17代 | 都築貞一           | 1970年（昭和45年）04月01日 | 1973年（昭和48年）03月31日 |
| 18代 | 服部敏郎           | 1973年（昭和48年）04月01日 | 1982年（昭和57年）03月31日 |
| 19代 | 澤田弘武           | 1982年（昭和57年）04月01日 | 1985年（昭和60年）03月31日 |
| 20代 | 服部國男           | 1985年（昭和60年）04月01日 | 1991年（平成03年）03月31日 |
| 21代 | 小原守             | 1991年（平成03年）04月01日 | 1994年（平成06年）03月31日 |
| 22代 | 大川博美           | 1994年（平成06年）04月01日 | 2004年（平成16年）10月31日 |
| 23代 | 伊藤公正           | 2004年（平成16年）11月01日 | 2010年（平成22年）10月31日 |
| 24代 | 古澤武雄           | 2010年（平成22年）11月01日 | 2016年（平成28年）10月31日 |
| 25代 | 大林市郎           | 2016年（平成28年）11月01日 | 現職                       |